# Tom Van Asbroeck
Tom Van Asbroeck (Aalst, Flandes Oriental, 19 d'abril de 1990) és un ciclista belga, professional des del 2012. En el seu palmarès destaca la victòria al Gran Premi Cholet-País del Loira del 2014 i la medalla de bronze al Campionat del món en ruta sub-23 de 2011.

## Palmarès
- 2011
  - 1r al Circuit Het Nieuwsblad sub-23
- 2012
  - 1r a la Beverbeek Classic
  - 1r al Grote Prijs van de Stad Geel
  -  Medalla de bronze al Campionat del món en ruta sub-23
- 2013
  - 1r al Gran Premi Jean-Pierre Monseré
- 2014
  - 1r a l'UCI Europa Tour
  - 1r al Gran Premi Cholet-País del Loira
  - Vencedor d'una etapa al Tour de Valònia
- 2016
  - Vencedor d'una etapa al Tour de Poitou-Charentes
- 2019
  - 1r a la Binche-Chimay-Binche
- 2024
  - Vencedor d'una etapa al Tour La Provence

### Resultats a la Volta a Espanya
- 2015. 110è de la classificació general
- 2017. 133è de la classificació general
- 2018. 87è de la classificació general

### Resultats al Giro d'Itàlia
- 2018. 133è de la classificació general

### Resultats al Tour de França
- 2020. 98è de la classificació general